# Przestrzeń T1
Przestrzeń {\displaystyle T_{1}} – termin topologiczny odnoszący się do jednego ze słabszych aksjomatów oddzielania. Dawniej przestrzenie spełniające ten warunek były nazywane też przestrzeniami Frécheta, ale wydaje się, że dzisiaj ta druga nazwa jest używana głównie w innym znaczeniu.

## Definicja
Mówimy, że przestrzeń topologiczna {\displaystyle X} jest {\displaystyle T_{1},} jeśli dla dowolnych dwóch różnych punktów {\displaystyle x,y} przestrzeni {\displaystyle X} istnieje taki zbiór otwarty {\displaystyle U\subseteq X,} że {\displaystyle x\in U,} ale {\displaystyle y\notin U.}
Równoważne sformułowanie powyższej definicji jest takie, że przestrzeń {\displaystyle X} jest przestrzenią {\displaystyle T_{1}} wtedy i tylko wtedy, gdy każdy jednopunktowy podzbiór {\displaystyle X} jest domknięty.

## Przykłady i własności
- Większość naturalnych przykładów przestrzeni topologicznych jest {\displaystyle T_{1},} zwykle przestrzenie niebędące {\displaystyle T_{1}} uważa się za „bardzo patologiczne”. W szczególności przykładami takich przestrzeni są: przestrzeń liczb rzeczywistych z naturalną topologią, przestrzenie euklidesowe i ogólniej przestrzenie metryczne. Każda przestrzeń dyskretna jest {\displaystyle T_{1};} w szczególności każda skończona przestrzeń {\displaystyle T_{1}} jest dyskretna.
- Każda przestrzeń T2 jest przestrzenią {\displaystyle T_{1}.}
- Istnieją przestrzenie {\displaystyle T_{1},} które nie są {\displaystyle T_{2}.} Zbiór liczb rzeczywistych z topologią dopełnień skończonych (w której zbiorami otwartymi są tylko zbiór pusty {\displaystyle \emptyset } i zbiory, których dopełnienie jest skończone, np. {\displaystyle \mathbb {R} \setminus \{0\},} {\displaystyle \mathbb {R} \setminus \{1,2,3,4,5\}}) jest przestrzenią T1, ale nie T2; podobnie jest z analogicznie definiowaną topologią Zariskiego, czyli topologią dopełnień co najwyżej przeliczalnych.
- Każda przestrzeń {\displaystyle T_{1}} jest przestrzenią T0, lecz istnieją przestrzenie {\displaystyle T_{0},} które nie są {\displaystyle T_{1}.} Na przykład zbiór {\displaystyle X=\{a,b\}} wyposażony w topologię {\displaystyle \tau _{0}={\big \{}\emptyset ,X,\{a\}{\big \}}} (przestrzeń Sierpińskiego) jest przestrzenią {\displaystyle T_{0},} ale nie {\displaystyle T_{1}.}
- Podzbiór przestrzeni {\displaystyle T_{1}} traktowany jako przestrzeń topologiczna jest znów przestrzenią {\displaystyle T_{1}.} Własność być przestrzenią {\displaystyle T_{1}} jest więc własnością dziedziczną.
- Iloczyn kartezjański (z topologią Tichonowa) przestrzeni {\displaystyle T_{1}} jest przestrzenią {\displaystyle T_{1}.}